# Burg Hude (Ritterhude)
Die Burg Hude ist eine abgegangene hochmittelalterliche Burg der Herren von der Hude in der Gemeinde Ritterhude im niedersächsischen Landkreis Osterholz. Die Burg sollte den alten Übergang über die Hamme sichern.

## Geschichte
Die Burg wurde durch einen unbekannten Bremer Erzbischof bei dem Hof „Nygenstede“, der dem Ritterhuder Ortsteil Neustadt seinen Namen gab, erbaut. Zunächst war die Burg an die Bremer Ministerialenfamilie Eler verlehnt gewesen, bevor diese 1182 nach Westerbeck umzogen. Danach wurde die Burg dem Rittergeschlecht „de Huthe“, die sich später „von der Hude“ nannten, zum Lehen gegeben. Die Burg wurde vermutlich im Jahr 1305 von der Stadt Bremen in ihrer Fehde mit der Ritterschaft des Erzstifts Bremen zerstört. Dafür spricht, dass im selben Jahr sechs Angehörige des Geschlechts von der Hude der Stadt Bremen Urfehde, d. h. Frieden, schwören mussten. Ein Wiederaufbau erfolgte nicht, vermutlich auch, weil die Abdeichung verschiedener Weserarme durch die Grafen von Oldenburg zu wiederholten größeren Überschwemmungen in den Niederungsgebieten führte. Die von der Hude verlegten darum ihren Wohnsitz weiter in das Landesinnere an die Stelle des heutigen Dammguts. Noch in der Mitte des 15. Jahrhunderts beanspruchte der Bremer Ratsherr Hinrich VI. von der Hude Anrechte an dem „olden Wall tor Hude“, auf dem seine Vorfahren gewohnt hätten.

## Beschreibung
Die Niederungsburg lag ursprünglich am linken Ufer der Hamme. Erst beim Bau der Hammeschleuße wurde die Flussschleife abgeschnitten, die westlich um den Burgplatz herumlief. Spuren der Burg sind heute nicht mehr sichtbar. Für die Lokalisierung der Burg an dieser Stelle spricht der frühere Flurname „Borgwische“. Eine Bezeichnung der Burgstelle als „alter Wall“ nach ihrer Zerstörung lässt möglicherweise auf eine Gestalt als Motte schließen.
1874 wurden beim Bau der Hamme-Schleuse Balkenrostkonstruktionen aus bis zu 17 m langen Eichen- und Buchenstämmen entdeckt. Innerhalb der Roste fand man gut erhaltene mittelalterliche Keramik, Wildschweinknochen, Eisengegenstände, einen Dolch und eine Axt. Für die Identifikation dieser Fundstelle mit der Burg spricht auch die Bergung von Granitblöcken.